# David C. H. Austin
David C. H. Austin (6. února 1926, Albrighton, Spojené království – 18. prosince 2018, tamtéž), byl britský pěstitel růží a spisovatel, nositel Řádu britského impéria. Žil v hrabství Shropshire v Anglii.
Kladl důraz na pěstování růží s charakterem a vůní starých zahradních růží, jako byly růže keltská (Rosa gallica), růže damašská (Rosa x damascena) či růže bílá (Rosa x alba), které ale na rozdíl od nich opakují kvetení a implementují širokou barevnou škálu moderních růží, jako jsou čajohybridy a floribundy.
V roce 2003 získal medaili cti Victoria Medal of Honour od královské zahradnické společnosti The Royal Horticultural Society za své služby zahradnictví a Dean Hole Medal od společnosti pěstitelů růží Royal National Rose Society. Získal čestný titul MSc. od londýnské univerzity za své úspěchy v pěstování růží. Také obdržel cenu za celoživotní dílo od Asociace zahradnických center v roce 2004 a v roce 2007 mu byl udělen Řád britského impéria. V roce 2010 byl poctěn titulem "Great Rosarian of the World" (Celosvětově velký pěstitel růží).

## Galerie

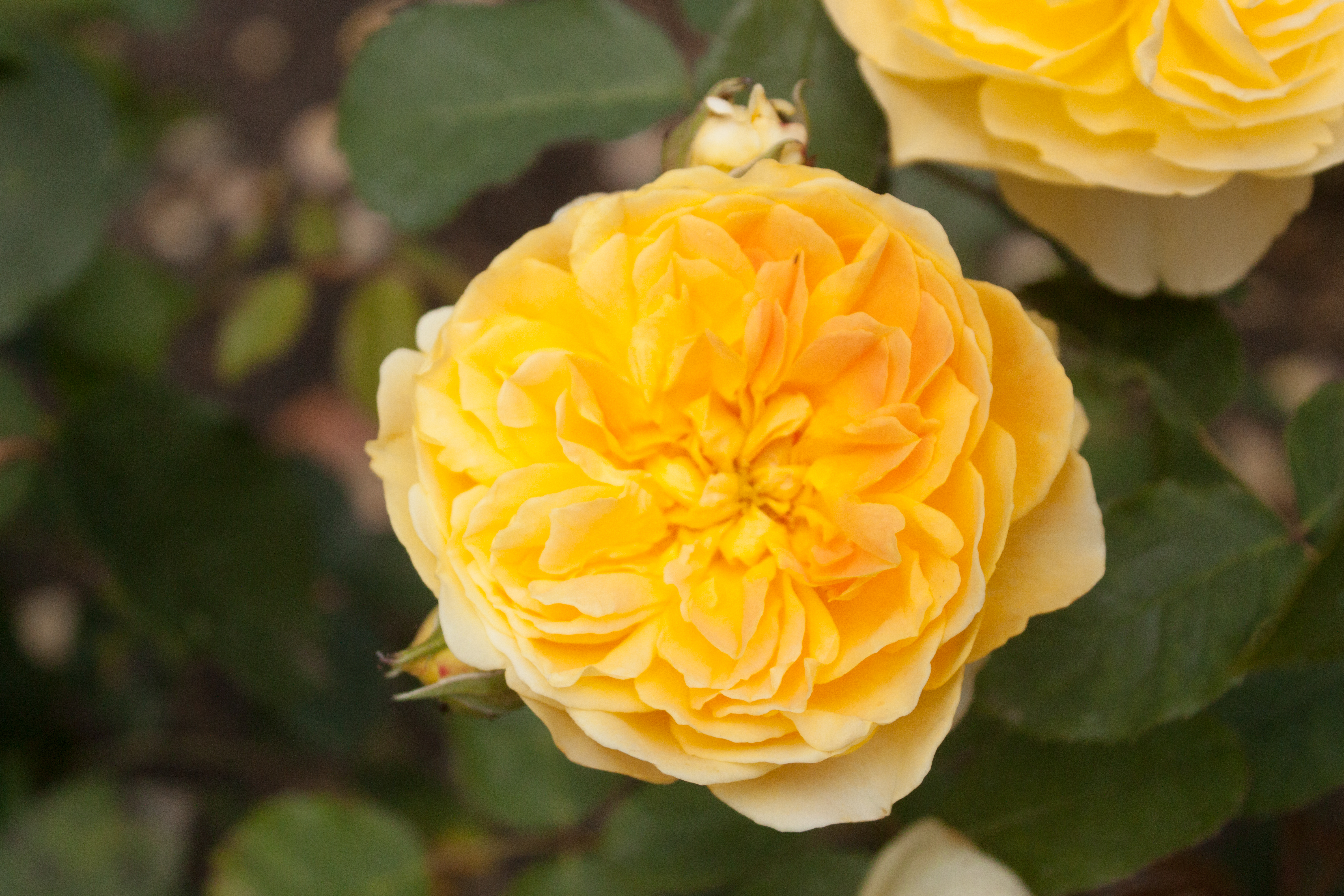
Molineux
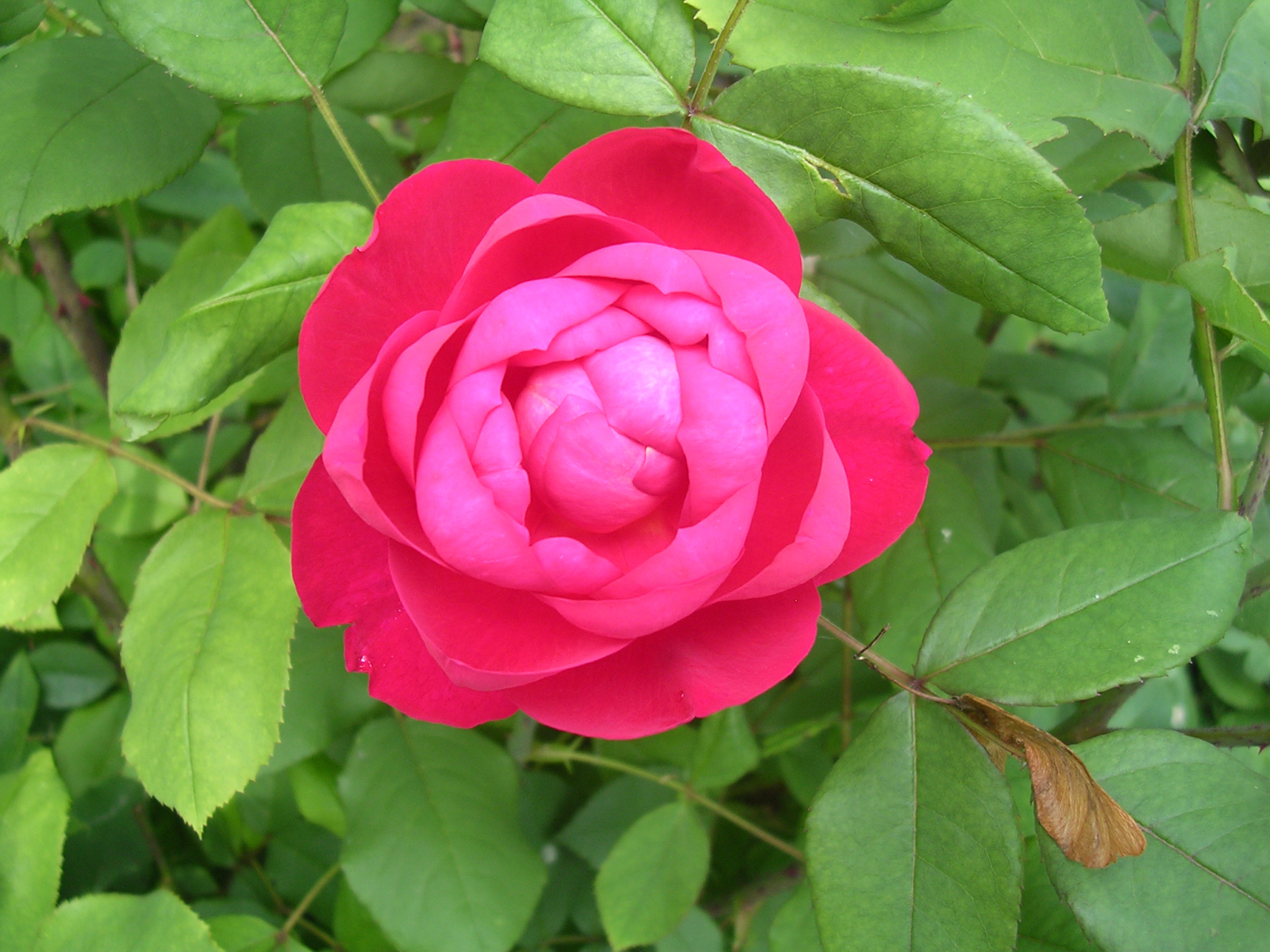
Benjamin Britten
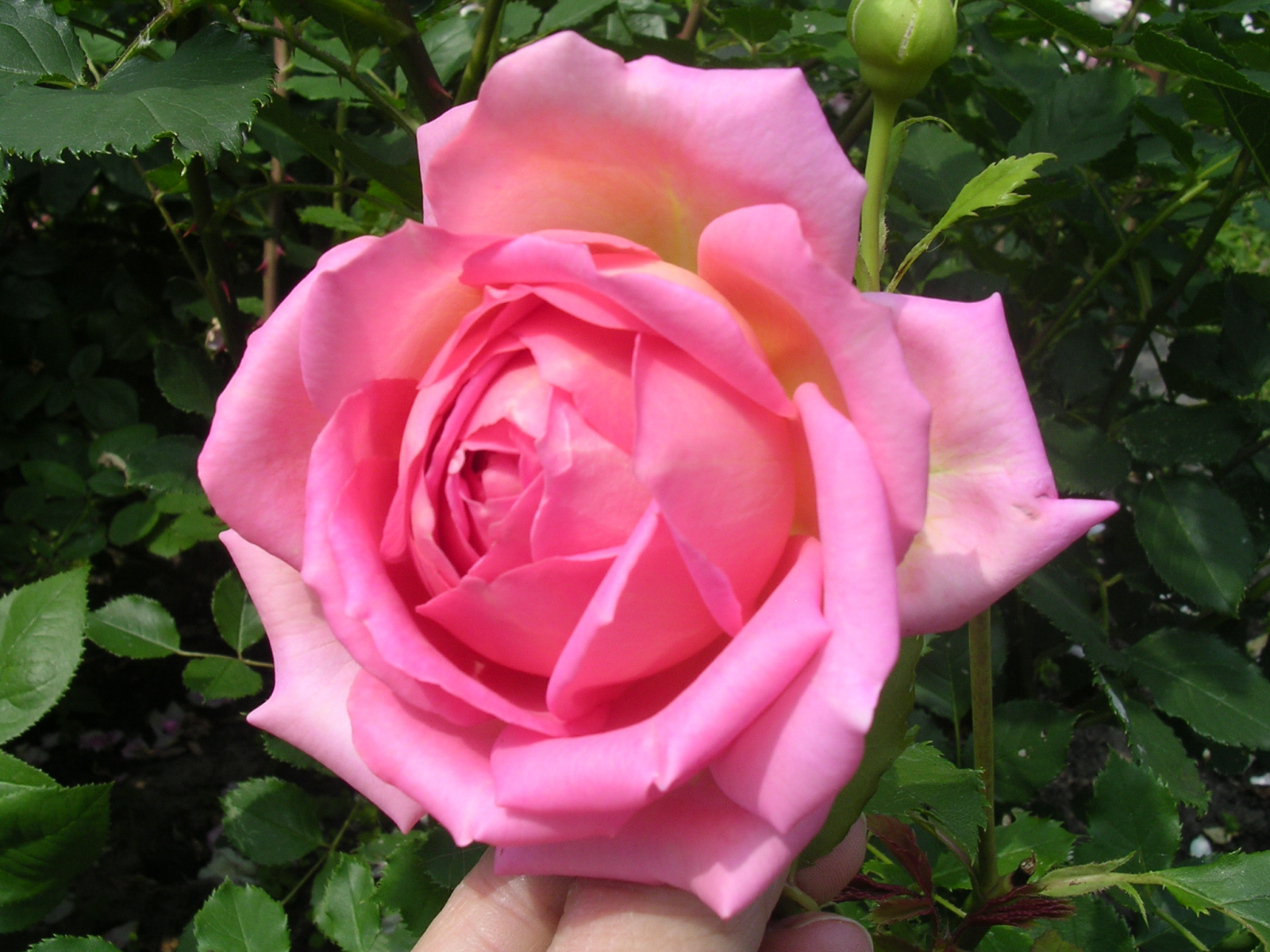
Jubilee Celebration
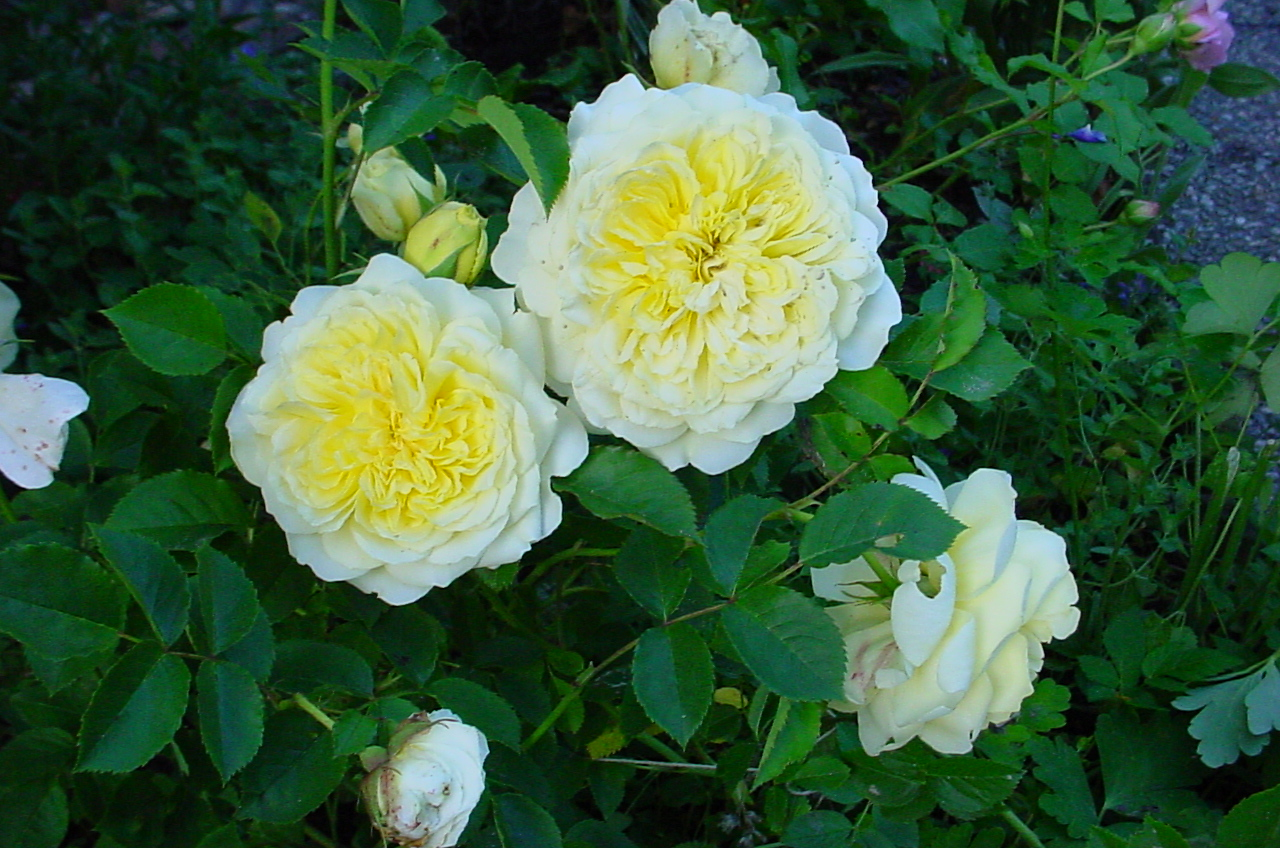
The Pilgrim
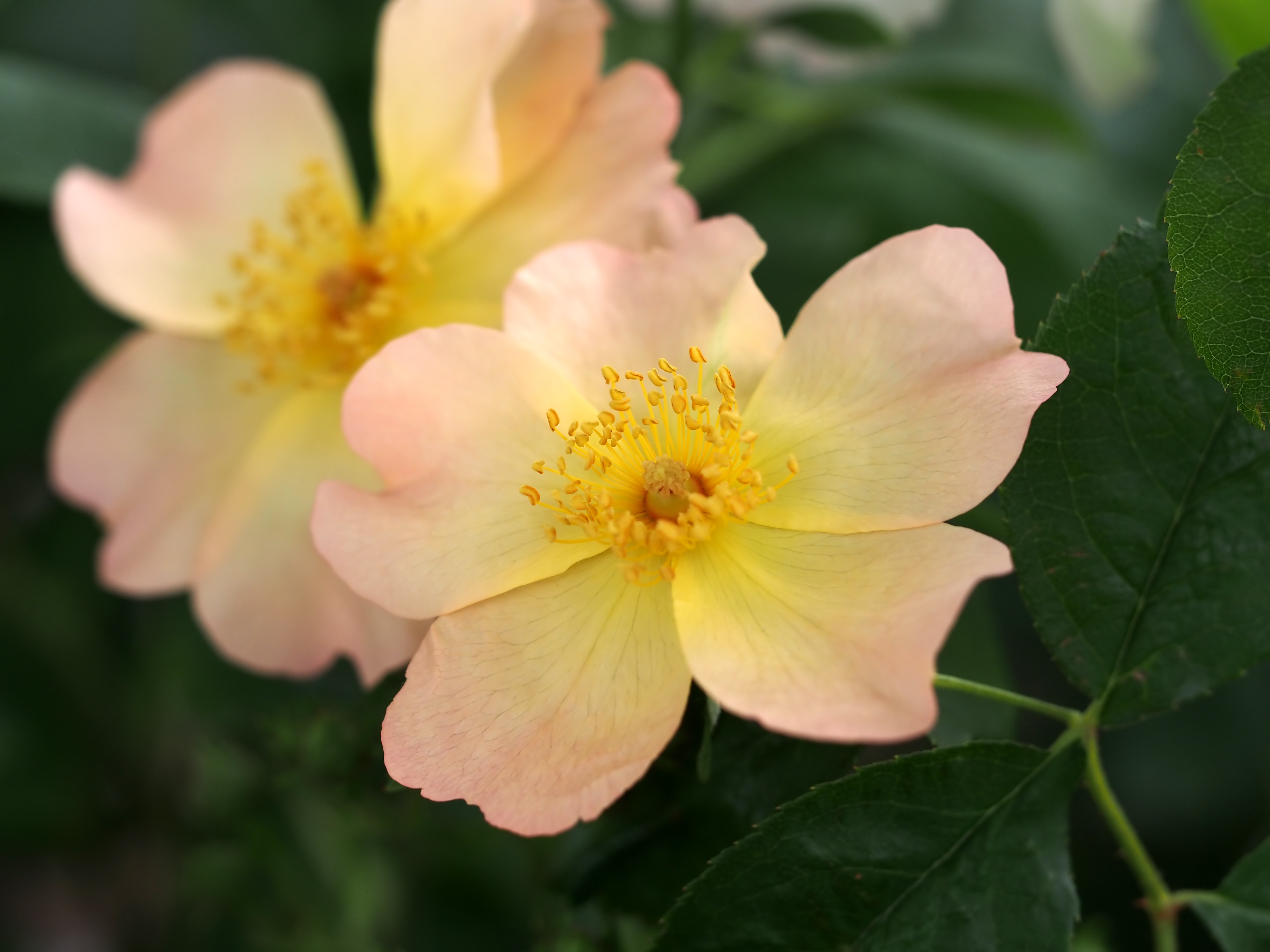
The Alexandra Rose

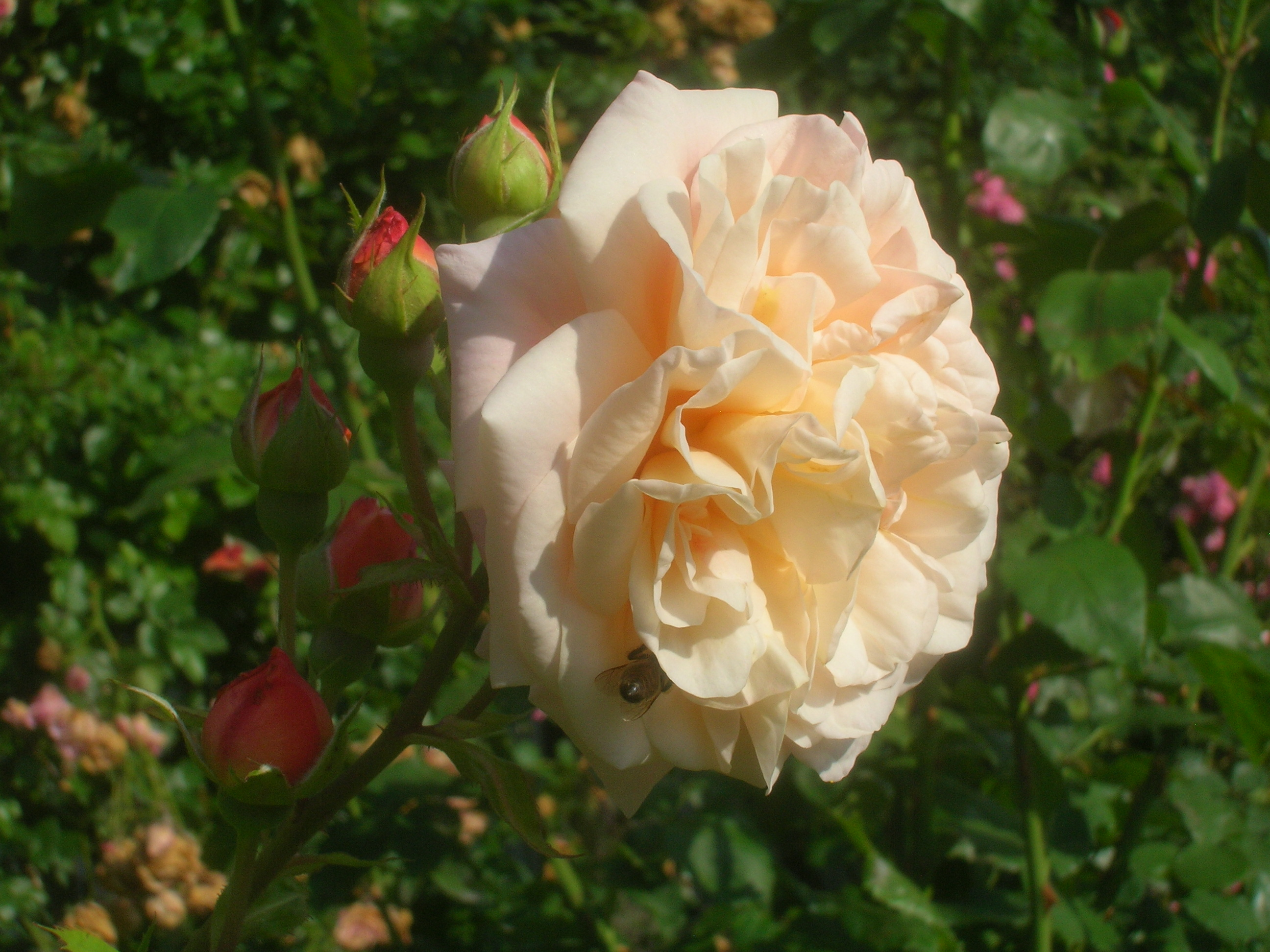
Abraham Darby
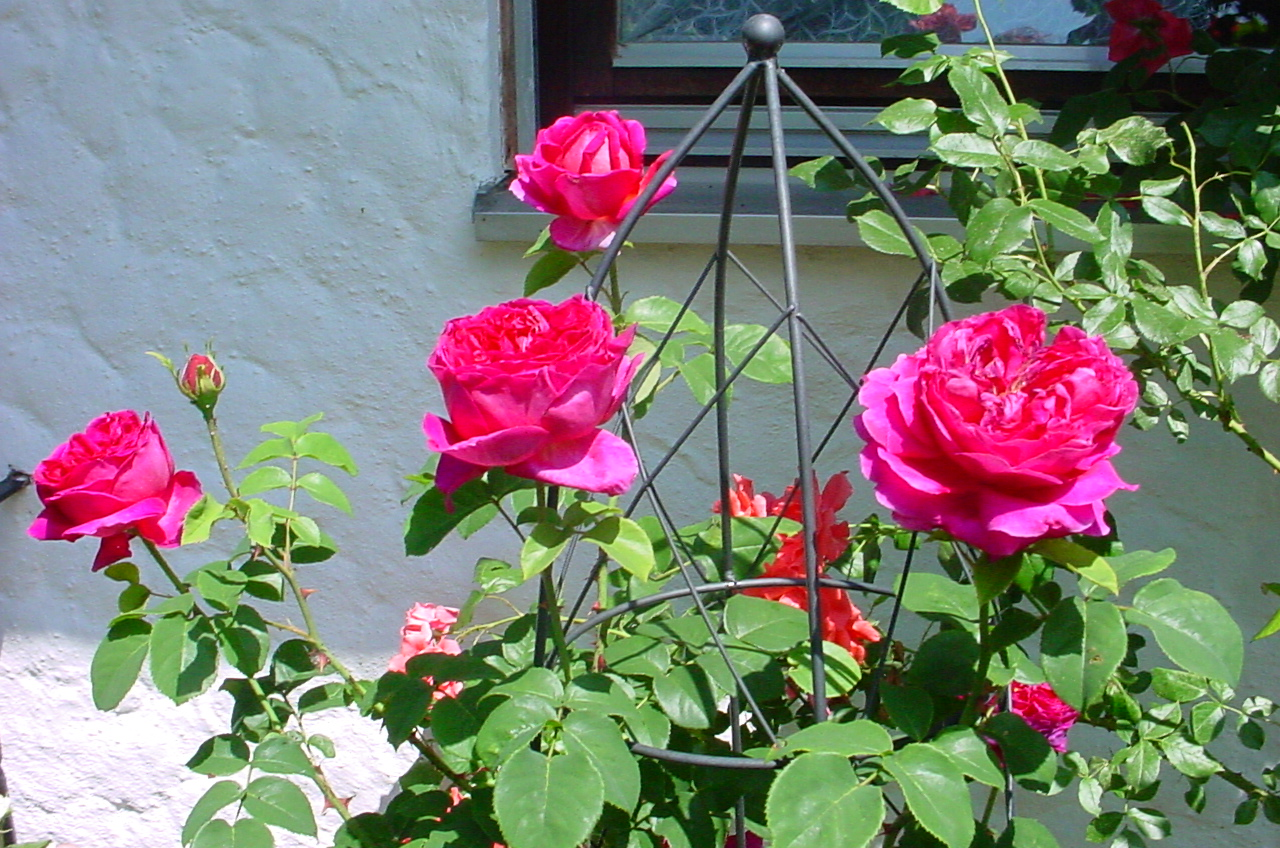
Othello
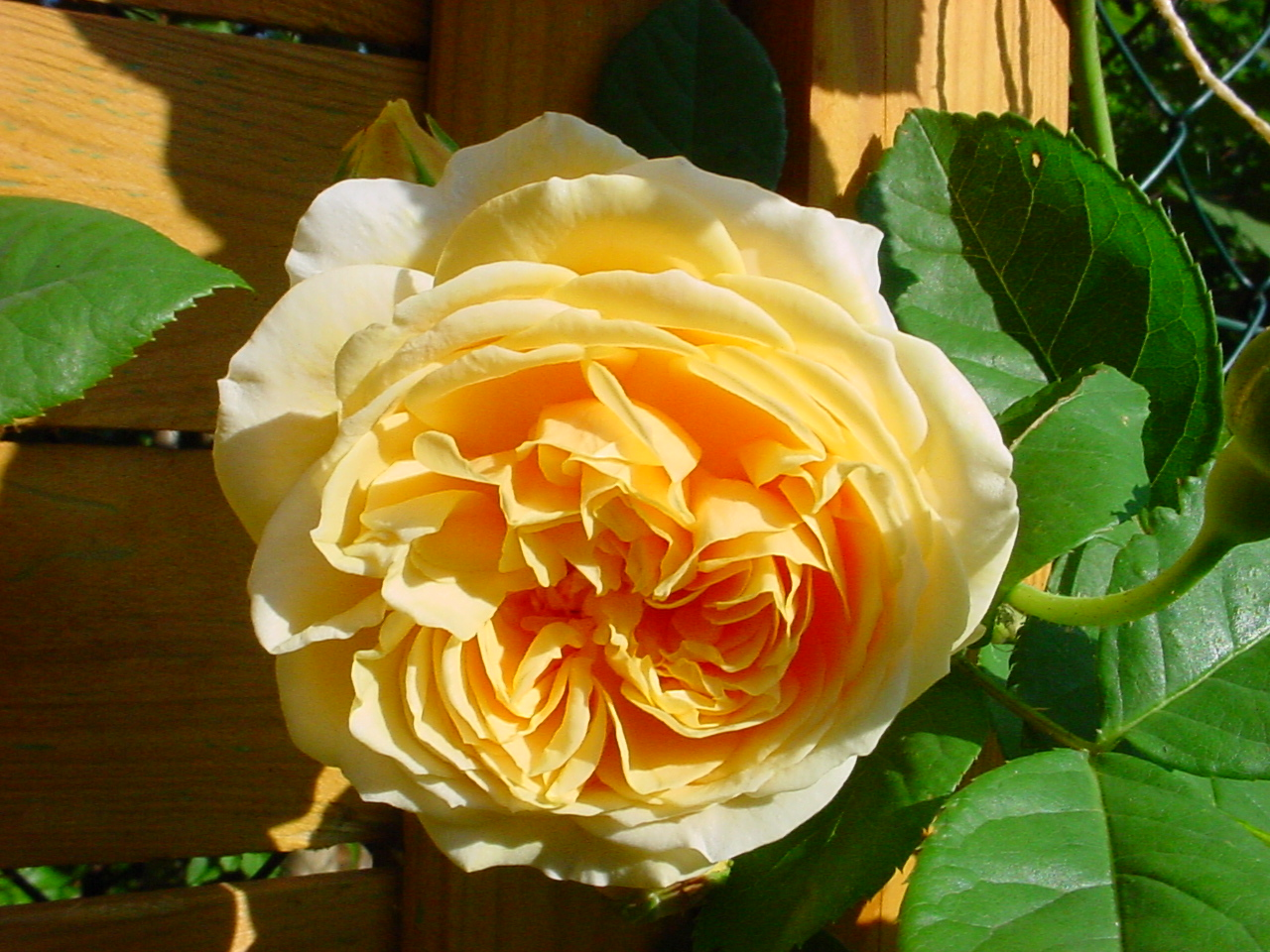
Teasing Georgia
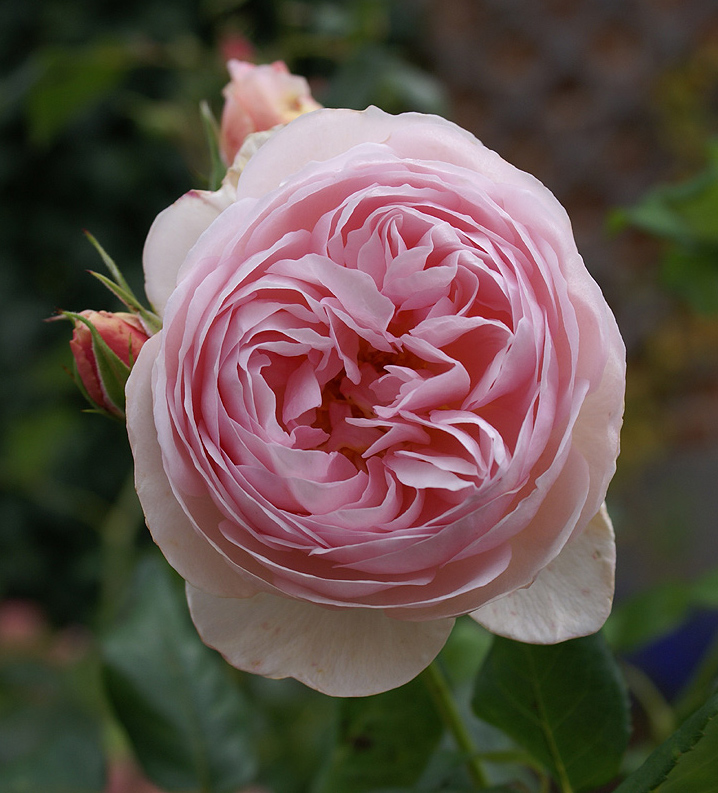
Heritage
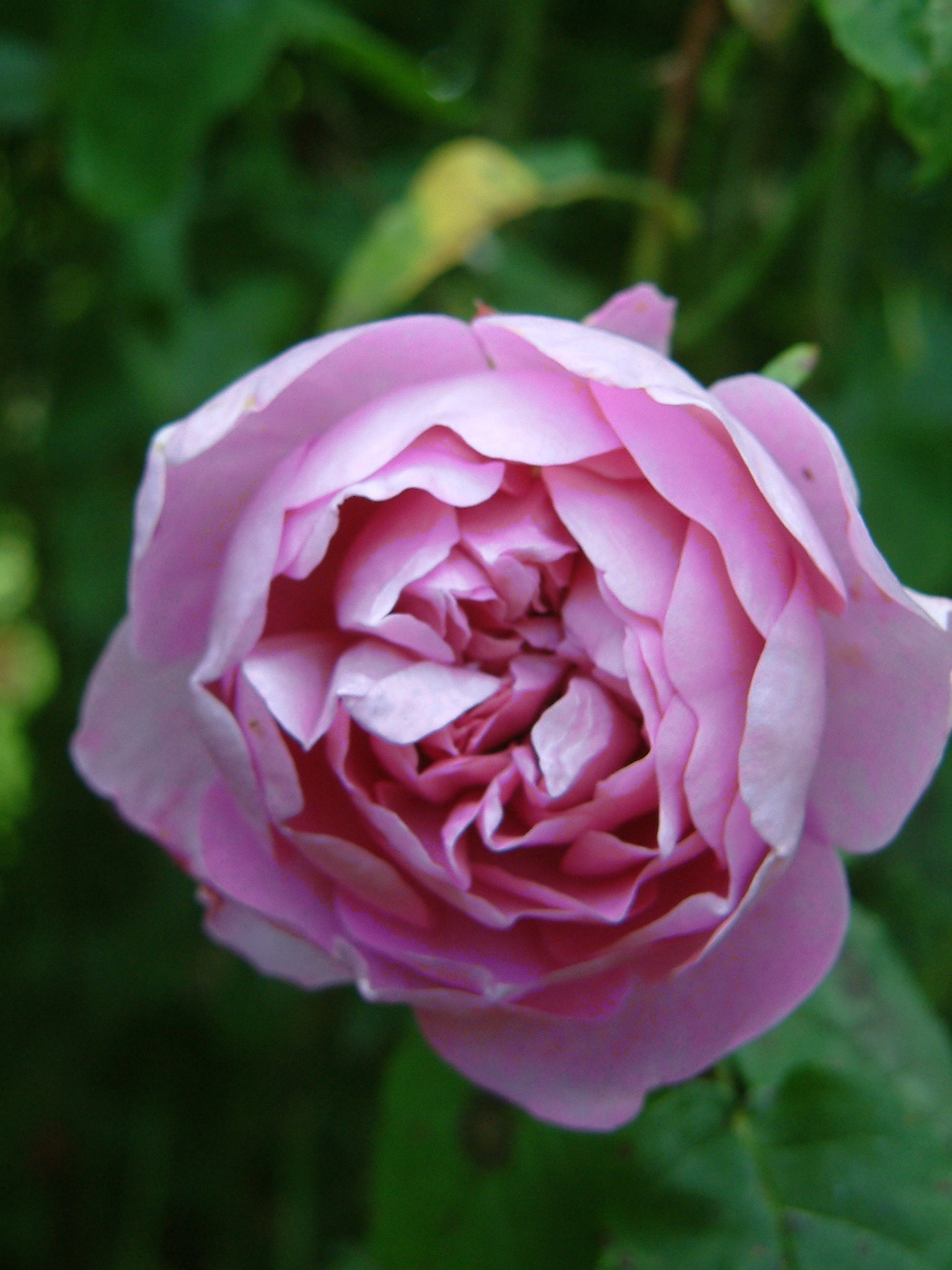
Charles Rennie Mackintosh